# Mohamed Bamba
Mohamed Karlakwan Damala Bamba (ur. 12 maja 1998 w Nowym Jorku) – amerykański koszykarz, występujący na pozycji środkowego, od 2023 zawodnik zespołu Philadelphia 76ers.
W 2015 wystąpił w meczu gwiazd szkół średnich Nike The Trip. W 2016 zdobył brązowy medal podczas turnieju Adidas Nations. Rok później wystąpił w trzech meczach wschodzących gwiazd - Nike Hoop Summit, Jordan Classic, McDonald’s All-American Game. Został też wybrany najlepszym zawodnikiem szkół średnich stanu Pensylwania. 
9 lutego 2023 został wytransferowany do Los Angeles Lakers. 9 lipca 2023 dołączył do Philadelphia 76ers.
Dorastał  na jednym osiedlu z amerykańskim raperem Sheck Wesem, z którym prywatnie się przyjaźni.

## Osiągnięcia
Stan na 28 września 2023, na podstawie, o ile nie zaznaczono inaczej.
NCAA
- Uczestnik turnieju NCAA (2018)
- Zaliczony do:
  - I składu:
    - defensywnego Big 12 (2018)
    - najlepszych nowo-przybyłych zawodników Big 12 (2018)

  - II składu Big 12 (2018)
  - składu All-American honorable mention (2018 przez Associated Press)
- Lider Big 12 w:
  - średniej:
    - zbiórek (10,5 – 2018)
    - bloków (3,7 – 2018)

  - liczbie zbiórek w obronie (220 – 2018)

Reprezentacja
- Mistrz Ameryki U–18 (2016)